# 鞭寄生亞科
鞭寄生亞科（學名：Hydnoraceae）也叫菌花科、火花草科、腐臭草科、根寄生科、菌口草科、软刺花被草科、无叶大花草科和食菌科，只有2属18种，分布在热带和亚热带的南美洲、非洲和马达加斯加岛。例如非洲白鷺花（Hydnora africana）等。
本科植物都是寄生植物，没有叶，有一个粗的类似根茎的主根，从其上分出许多吸根寄生在寄主的根上吸收营养。
1981年的克朗奎斯特分类法将其放在外形类似的大花草目中，1998年根据基因亲缘关系分类的APG分类法认为无法将其列入任何一目，直接放在被子植物分支之下，2003年经过修订的APG II分类法将其放入胡椒目中。